# Arrarp
Arrarp är en by i Vadensjö socken i Landskrona kommun. SCB har för bebyggelsen i byn och bebyggelse norr om Vadensjö avgränsat och namnsatt småorten Vadensjö och Arrarp.